# Lista de romarias do Brasil
Designa-se romaria a peregrinação católica romana a determinados lugares de culto, que geralmente ocorrem em períodos específicos do ano. O Brasil, país historicamente católico, tem vários destinos de peregrinação espalhados por seu território que anualmente congregam um grande número de fiéis.

## Região Norte
| Romaria                                  | Localidade                       | Devoção celebrada          | Primeira edição | Período | Ref.   |
| ---------------------------------------- | -------------------------------- | -------------------------- | --------------- | --- | ------ |
| Círio de Nazaré                          | Belém do Pará e cidades vizinhas | Nossa Senhora de Nazaré    | 1793            | Inclui 13 romarias. O ciclo romeiro se inicia na última semana de agosto e segue até os últimos dias de outubro, culminando com a grande procissão do Círio, no segundo domingo deste mês.                                                    | [ 1 ]  |
| Marujada de São Benedito                 | Bragança, Pará                   | São Benedito               | 1798            | 26 de dezembro e semanas anteriores | [ 2 ]  |
| Círio Fluvial Noturno de Santo Antônio   | Oriximiná, Pará                  | Santo Antônio de Lisboa    | 1946            | 1º domingo de agosto | [ 3 ]  |
| Círio de Nossa Senhora da Conceição      | Santarém, Pará                   | Nossa Senhora da Conceição | 1918            | 8 de dezembro e semanas anteriores | [ 4 ]  |
| Romaria de Nossa Senhora da Conceição    | Manaus, Amazonas                 | Nossa Senhora da Conceição | ~1700           | 8 de dezembro | [ 5 ]  |
| Festa de Santo Antônio de Borba          | Borba, Amazonas                  | Santo Antônio de Lisboa    | 1756            | 12 e 13 de junho | [ 6 ]  |
| Romaria das Águas                        | Parintins e Manaus, Amazonas     | Nossa Senhora do Carmo     | 2009            | 16 de julho e semanas anteriores | [ 7 ]  |
| Romaria do Senhor do Bonfim              | Natividade, Tocantins            | Senhor do Bonfim           | 1750            | 6 a 17 de agosto, tendo como ápice o fim de semana incluído neste intervalo. | [ 8 ]  |
| Romaria de Nossa Senhora dos Remédios    | Arraias, Tocantins               | Nossa Senhora dos Remédios | 1740            | 30 de agosto a 9 de setembro | [ 9 ]  |
| Círio de Nazaré                          | Macapá, Amapá                    | Nossa Senhora de Nazaré    | 1934            | 2° domingo de outubro e semanas anteriores | [ 10 ] |
| Romaria de São Tiago                     | Mazagão, Amapá                   | São Tiago                  | 1777            | 16 a 28 de julho | [ 11 ] |
| Romaria Fluvial do Divino Espírito Santo | Rondônia                         | Divino Espírito Santo      | 1894            | Percurso de 40 dias consecutivos às margens dos rios Guaporé e Mamoré, percorrendo municípios de Rondônia no Brasil e da Bolívia. Variável, mas geralmente coincide com o período de 50 dias após a Páscoa, terminando no dia de Pentecostes. | [ 12 ] |
| Romaria de Nossa Senhora da Glória       | Cruzeiro do Sul, Acre            | Nossa Senhora da Glória    | 1905            | Os nove dias anteriores a 15 de agosto, inclusive. | [ 13 ] |
| Romaria de Xapuri                        | Xapuri, Acre                     | São Sebastião              | 1918            | 20 de janeiro | [ 14 ] |
| Círio de Nazaré                          | Rio Branco, Acre                 | Nossa Senhora de Nazaré    | 1931            | 2º domingo de outubro e semanas anteriores. Inclui 9 romarias. | [ 15 ] |
| Romaria de Nossa Senhora Aparecida       | Boa Vista, Roraima               | Nossa Senhora Aparecida    | 1984            | 12 de outubro | [ 16 ] |

## Região Nordeste
| Romaria                                                    | Localidade                                                                  | Devoção celebrada                       | Período | Referência    |
| ---------------------------------------------------------- | --------------------------------------------------------------------------- | --------------------------------------- | --- | ------------- |
| Romaria de Nossa Senhora das Candeias de Juazeiro do Norte | Juazeiro do Norte, Ceará                                                    | Nossa Senhora das Candeias              | 2 de fevereiro e dias anteriores | [ 17 ]        |
| Romaria do aniversário de morte de Padre Cícero            | Juazeiro do Norte, Ceará                                                    | Servo de Deus Padre Cícero              | 20 de julho e dias anteriores; em menor grau, no dia 20 dos demais meses | [ 18 ]        |
| Romaria de Nossa Senhora das Dores de Juazeiro do Norte    | Juazeiro do Norte, Ceará                                                    | Nossa Senhora das Dores                 | 15 de setembro e dias anteriores | [ 19 ]        |
| Romaria de Finados de Juazeiro do Norte                    | Juazeiro do Norte, Ceará                                                    | Santas Almas do Purgatório              | 2 de novembro e dias anteriores | [ 20 ]        |
| Festa de São Francisco das Chagas                          | Canindé, Ceará                                                              | São Francisco de Assis                  | Final de setembro e início de outubro, tendo como ápice o dia 4 de outubro | [ 21 ]        |
| Caminhada com Maria                                        | Fortaleza, Ceará                                                            | Nossa Senhora da Assunção               | 15 de agosto | [ 22 ]        |
| Romaria a Bom Jesus da Lapa                                | Bom Jesus da Lapa, Bahia                                                    | Bom Jesus e Nossa Senhora da Soledade   | 28 de julho a 6 de agosto | [ 23 ]        |
| Romaria da Gruta de Patamuté                               | Curaçá, Bahia                                                               | Sagrado Coração de Jesus                | Dia de Todos os Santos e dias antecedentes | [ 24 ]        |
| Romaria do Senhor dos Aflitos                              | Barreiras, Bahia                                                            | Senhor dos Aflitos                      | 2 de julho e domingos próximos | [ 25 ]        |
| Romaria de Santa Cruz dos Milagres                         | Santa Cruz dos Milagres, Piauí                                              | Vera Cruz                               | O ano todo, mas sobretudo nos dias alusivos à Invenção da Santa Cruz, Exaltação da Santa Cruz e nos dias da Semana Santa                                                                                    | [ 26 ]        |
| Peregrinação de Nossa Senhora Divina Pastora               | Divina Pastora, Sergipe                                                     | Nossa Senhora Divina Pastora            | 3º domingo de outubro | [ 27 ]        |
| Peregrinação de Nossa Senhora Aparecida                    | Nossa Senhora Aparecida, Sergipe                                            | Nossa Senhora Aparecida                 | 12 de outubro | [ 28 ]        |
| Romaria Senhor dos Passos                                  | São Cristóvão, Sergipe                                                      | Senhor Bom Jesus dos Passos             | 15 dias após a Quarta-feira de Cinzas, durando três dias | [ 29 ]        |
| Romaria de Bom Jesus dos Navegantes                        | Trecho fluvial entre Propriá (SE) e Porto Real do Colégio (AL); Penedo (AL) | Senhor Bom Jesus dos Navegantes         | Último domingo de janeiro; segundo domingo de janeiro (Penedo) | [ 30 ] [ 31 ] |
| Romaria de Santa Teresinha                                 | Mata Grande, Alagoas                                                        | Santa Teresinha do Menino Jesus         | 2º domingo de outubro | [ 32 ]        |
| Festa do Morro da Conceição                                | Recife, Pernambuco                                                          | Nossa Senhora da Conceição              | 8 de dezembro | [ 33 ]        |
| Missa do vaqueiro                                          | Serrita, Pernambuco                                                         | Em sufrágio da alma de Raimundo Jacó    | 3º domingo de julho | [ 34 ]        |
| Romaria de Frei Damião em São Joaquim do Monte             | São Joaquim do Monte, Pernambuco                                            | Venerável Frei Damião de Bozzano        | Durante todo o mês de setembro | [ 35 ]        |
| Romaria de São Severino dos Ramos                          | Paudalho, Pernambuco                                                        | Severino, um dos Quatro Santos Coroados | O ano todo, mas sobretudo nos dias próximos a 8 de janeiro e no Domingo de Ramos | [ 36 ]        |
| Romaria de São José de Ribamar                             | São José de Ribamar, Maranhão                                               | São José                                | Considerada o maior evento religioso da ilha de São Luís, se inicia na cidade de São Luís e percorre a MA 201 (Estrada de Ribamar), findando na Igreja Matriz de São José de Ribamar. Realizada em setembro | [ 37 ]        |
| Círio de Nazaré                                            | São Luís, Maranhão                                                          | Nossa Senhora de Nazaré                 | Uma das principais festividades religiosas do Maranhão. Realizada em outubro. | [ 38 ]        |
| Romaria da Conceição                                       | São Luís, Maranhão                                                          | Nossa Senhora da Conceição              | 8 de dezembro e semanas anteriores | [ 39 ]        |
| Romaria de São Raimundo Nonato dos Mulundus                | Vargem Grande, Maranhão                                                     | São Raimundo Nonato                     | 22 de agosto | [ 40 ]        |
| Romaria da Penha                                           | João Pessoa, Paraíba                                                        | Nossa Senhora da Penha                  | Domingo de Cristo Rei e sábado imediatamente anterior | [ 41 ]        |
| Romaria de Santa Rita de Cássia                            | Santa Rita, Paraíba                                                         | Santa Rita de Cássia                    | 22 de maio | [ 42 ]        |
| Romaria de Frei Damião em Guarabira                        | Guarabira, Paraíba                                                          | Venerável Frei Damião de Bozzano        | Domingo de Pentecostes | [ 43 ]        |
| Romaria do Padre Ibiapina                                  | Solânea, Paraíba                                                            | Venerável Padre Ibiapina                | 19 de fevereiro | [ 44 ]        |
| Romaria de Santa Rita de Cássia                            | Santa Cruz, Rio Grande do Norte                                             | Santa Rita de Cássia                    | No domingo mais próximo da data solene de Santa Rita. | [ 45 ]        |
| Festa de Sant'Ana de Caicó                                 | Caicó, Rio Grande do Norte                                                  | Santa Ana, mãe da Virgem Maria          | Várias romarias ao longo dos 15 sábados que antecedem o início da festa. Esta ocorre nos onze dias anteriores ao domingo imediatamente seguinte a 26 de julho.                                              | [ 46 ]        |
| Festa dos Santos Mártires de Cunhaú e Uruaçu               | Entre Natal e São Gonçalo do Amarante; Canguaretama, Rio Grande do Norte    | Santos Mártires de Cunhaú e Uruaçu      | 22 de setembro a 3 de outubro; 16 de julho (Canguaretama) | [ 47 ]        |
| Romaria ao Monte Galo de Nossa Senhora das Vitórias        | Carnaúba dos Dantas, Rio Grande do Norte                                    | Nossa Senhora das Vitórias              | 25 de outubro | [ 48 ]        |

## Região Sudeste
| Romaria                                       | Localidade                                         | Devoção celebrada                                                                              | Período | Referência |
| --------------------------------------------- | -------------------------------------------------- | ---------------------------------------------------------------------------------------------- | --- | ---------- |
| Festa de Nossa Senhora da Penha de Vila Velha | Vila Velha e Vitória, ES                           | Originalmente, Nossa Senhora da Alegria/Prazeres. Atualmente, Nossa Senhora da Penha de França | Inclui várias romarias entre a segunda-feira das Oitavas de Páscoa até a segunda-feira após o segundo domingo da Páscoa. A mais conhecida destas é a Romaria dos Homens | [ 49 ]     |
| Romarias a Aparecida do Norte                 | Aparecida do Norte, São Paulo                      | Nossa Senhora da Conceição Aparecida                                                           | O ano todo, em especial 12 de outubro e dias antecedentes e em fevereiro, quando ocorre a Romaria dos homens                                                            | [ 50 ]     |
| Romaria do Bom Jesus de Pirapora              | Pirapora do Bom Jesus, São Paulo                   | Senhor Bom Jesus                                                                               | O ano todo, especialmente durante a Semana Santa | [ 51 ]     |
| Romaria a Bom Jesus de Iguape                 | Iguape, São Paulo                                  | Senhor Bom Jesus                                                                               | Semana Santa / 6 de agosto e dias anteriores | [ 52 ]     |
| Romaria do Bom Jesus dos Castores             | Onda Verde, São Paulo                              | Senhor Bom Jesus                                                                               | 5 e 6 de agosto | [ 53 ]     |
| Romaria dos Canoeiros                         | Araras, São Paulo                                  | São José                                                                                       | 17 e 18 de março | [ 54 ]     |
| Romaria do Canoeiros                          | Leme, São Paulo                                    | Nossa Senhora da Conceição Aparecida                                                           | 11, 12 e 13 de outubro | [ 55 ]     |
| Romaria de Nossa Senhora da Abadia            | Romaria, Minas Gerais                              | Nossa Senhora da Abadia                                                                        | Dia 15 de agosto e domingos anteriores | [ 56 ]     |
| Romaria na Serra da Piedade                   | Caeté, Minas Gerais                                | Nossa Senhora da Piedade                                                                       | Entre 31 de julho e 15 de setembro | [ 57 ]     |
| Jubileu do Senhor Bom Jesus de Matosinhos     | Congonhas e Conceição do Mato Dentro, Minas Gerais | Senhor Bom Jesus de Matosinhos                                                                 | Começando na primeira sexta-feira de setembro e se estendendo por uma semana (Congonhas) e 13 a 24 de junho (Conceição do Mato Dentro)                                  | [ 58 ]     |
| Romaria de Nossa Senhora do Pilar             | Duque de Caxias, Rio de Janeiro                    | Nossa Senhora do Pilar                                                                         | 12 de outubro | [ 59 ]     |
| Caminho de Santo Amaro                        | Campos dos Goytacazes, Rio de Janeiro              | Santo Amaro                                                                                    | 15 de janeiro | [ 60 ]     |
| Festa de São Benedito                         | Angra dos Reis, Rio de Janeiro                     | São Benedito                                                                                   | Segunda-feira após o Domingo de Páscoa | [ 61 ]     |

## Região Sul
| Romaria                                            | Localidade                      | Devoção celebrada               | Período                                            | Referência |
| -------------------------------------------------- | ------------------------------- | ------------------------------- | -------------------------------------------------- | ---------- |
| Romaria da Medianeira                              | Santa Maria (Rio Grande do Sul) | Nossa Senhora Medianeira        | 2º domingo de novembro                             | [ 62 ]     |
| Romaria de Caravaggio                              | Farroupilha (Rio Grande do Sul) | Nossa Senhora de Caravaggio     | Variável. Comumente, nos últimos domingos de maio. | [ 63 ]     |
| Romaria de Caravaggio                              | Canela (Rio Grande do Sul)      | Nossa Senhora de Caravaggio     | Variável. Comumente, nos últimos domingos de maio. | [ 64 ]     |
| Romaria de Nossa Senhora Consoladora de Ibiaçá     | Ibiaçá (Rio Grande do Sul)      | Nossa Senhora Consoladora       | Último domingo de fevereiro                        | [ 65 ]     |
| Romaria de Fátima                                  | Cruz Alta (Rio Grande do Sul)   | Nossa Senhora de Fátima         | 2º domingo de outubro                              | [ 66 ]     |
| Romaria de Nossa Senhora Aparecida em Campos Novos | Campos Novos (Santa Catarina)   | Nossa Senhora Aparecida         | 12 de outubro                                      | [ 67 ]     |
| Romaria Penitencial de Frei Bruno                  | Joaçaba (Santa Catarina)        | Servo de Deus Frei Bruno Linden | 2º Domingo da Quaresma                             | [ 68 ]     |
| Romaria de Nossa Senhora do Rosário do Rocio       | Paranaguá (Paraná)              | Nossa Senhora do Rocio          | 15 de novembro                                     | [ 69 ]     |

## Região Centro-Oeste
| Romaria                                       | Localidade                              | Devoção celebrada                                                | Período                                                                                             | Referência |
| --------------------------------------------- | --------------------------------------- | ---------------------------------------------------------------- | --------------------------------------------------------------------------------------------------- | ---------- |
| Festa do Divino Pai Eterno                    | Trindade (GO)                           | Deus, o Pai                                                      | Da última sexta-feira de junho ao primeiro domingo de julho                                         | [ 70 ]     |
| Romaria de Muquém                             | Niquelândia (GO)                        | Nossa Senhora da Assunção, venerada como Nossa Senhora da Abadia | Dia 15 de agosto e domingos anteriores                                                              | [ 71 ]     |
| Romaria Fluvial do Senhor Bom Jesus de Cuiabá | Cuiabá (MT)                             | Senhor Bom Jesus                                                 | 8 de abril                                                                                          | [ 72 ]     |
| Romaria Diocesana do Sagrado Coração de Jesus | Dourados (MS)                           | Sagrado Coração de Jesus                                         | Sexta-feira seguinte à solenidade de Corpus Christi                                                 | [ 73 ]     |
| Romaria de Nossa Senhora Aparecida            | Campo Grande e cidades do interior (MS) | Nossa Senhora Aparecida                                          | 12 de outubro                                                                                       | [ 74 ]     |
| Romaria dos Cavaleiros                        | Planaltina, Distrito Federal            | Espírito Santo                                                   | Percurso de 8 dias, saindo do interior de Goiás, finalizando com o encerramento da Festa do Divino. | [ 75 ]     |